# Бах, Жанис
Жанис Карлович Бах (Жанис Бахс, латыш. Žanis Bahs, 6 октября 1885, д. Корчма Берзу, Гайкнская волость, Гольдингенский уезд, Курляндская губерния, Российская империя — 16 октября 1941, расстрельный полигон «Коммунарка», СССР) — штабс-капитан русской армии (1917), генерал Латвийской армии (1936), командир Земгальской дивизии (с октября 1936 по 1940 год).

## Биография
Жанис Бахс родился в семье трактирщика Карлиса Бахса. Окончил коммерческую школу Н. Миронова в Риге, после этого изучал металлургию в Санкт-Петербургском политехническом институте.
В 1912—1913 годах служил в 170-м и 174-м пехотных полках. Участник Первой мировой войны. Подпоручик (1915). В 1916 году переведён в 540-й пехотный полк, затем во 2-й Рижский латышский стрелковый полк, с февраля 1917 снова в 540-м пехотном полку. Окончил Николаевскую академию Генерального штаба. Офицер штаба 37-го армейского корпуса.
С 1918 года служил в вооружённых силах Временного правительства Латвии. В апреле-июле 1919 года — военный представитель Латвии в Пскове. С 1920 года был назначен начальником оперативного части штаба главнокомандующего армии. Участвовал в мирных переговорах с Советской Россией. С 1921 года — военный представитель Латвии в Москве. Полковник (1924).
С 1931 года командир 4-го Валмиерского пехотного полка.
С 1934 года командир 5-го Цесисского пехотного полка. В 1936 году назначен командиром Земгальской дивизии.
Согласно данным протокола допроса Жаниса Баха от 07 апреля 1941 года, в 1921-1922 годах, будучи военным атташе Латвии, проводил в Москве активную разведывательную работу, создал сеть резидентов и секретной агентуры. В 1922 году после разоблачения органами ОГПУ, по настоянию советского правительства был отозван. В октябре 1940 года являлся руководящим участником действующей на территории Латвии антисоветской военно-офицерской организации, в которую был вовлечен бывшим начальником Латвийского военного училища генералом Рудольфом Клинсоном. Согласно показаниям Баха, организация готовила кадры для вооруженного восстания против Советской власти в момент возникновения предполагаемой войны Германии против СССР. Руководство организации предпринимало попытки договориться о соответствующей поддержке правительства Германии. 
Арестован 20 декабря 1940 года. Приговорён ВКВС СССР 18 июля 1941 года, по обвинению в шпионаже и участии в карательных организациях. Расстрелян 16 октября 1941 года.
Реабилитирован в апреле 1992 года прокуратурой РФ.

## Награды
- Военный орден Лачплесиса 3-й степени (1925, награждён за бои по освобождению Риги в 1919 году)
- Орден Трёх звёзд 2-й (1937) и 3-й степеней (1929)
- Крест Заслуг айзсаргов
- Медаль 10 лет республике
- Эстонский орден Орлиного креста 3-й степени (21.02.1933)
- Польский орден Возрождения Польши
- Шведский орден Меча 3-й степени
- Российские ордена: Святого Станислава 2-й и 3-й степеней, Святой Анны 3-й степени.